# Katarakta

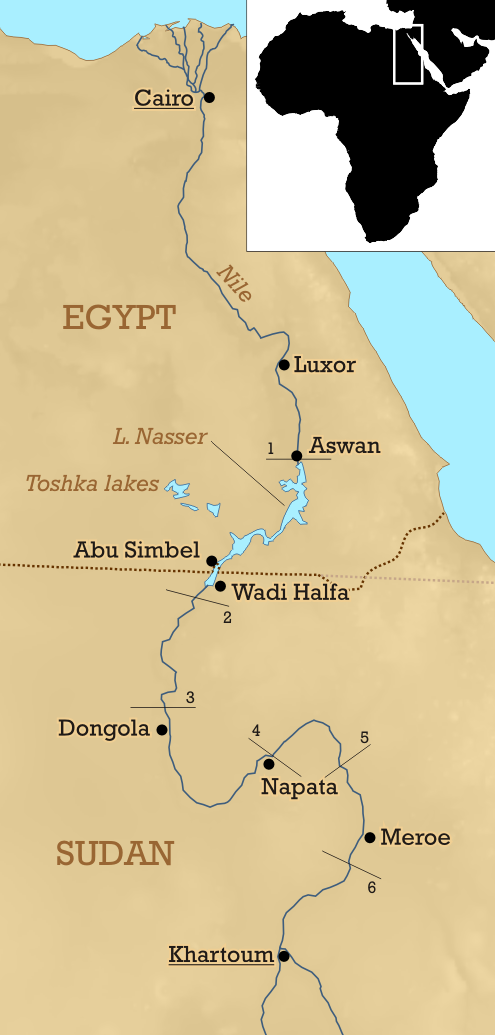
Katarakták a Níluson

A katarakták a Nílus középső szakaszának szűkületei és zuhatagos részei Kartúm és Asszuán között, ahol a folyó számos kisebb ágra válik szét, szigeteket alkot és általában hajózhatatlanná válik. A katarakták olyan helyeken jöttek létre, ahol a gránitrétegek a felszínre kerültek.
Hat nagyobb katarakta ismert a Níluson: egy Egyiptom, öt Szudán területén.
- Az 1. katarakta Egyiptomban, Asszuántól délre található.
- A 2. katarakta vidéke alkotta egykor Alsó-Núbia déli határát. Ez a katarakta a Nasszer tó létrehozásával eltűnt.
- A 3. katarakta Tombos közelében található.
- A 4. katarakta az ókori Napata város közelében kezdődött, azonban ezt a vidéket 2008 óta elborítja a készülő Merowe-gát víztározójának vize.
- Az 5. katarakta a Nílus és az Atbara folyó találkozásánál található.
- A 6. katarakta Meroé közelében található.

Ezen felül több kisebb zúgó létezik a Níluson, amelyet szintén kataraktának neveznek.
A katarakta szó a görög kataraktészból származik, melynek jelentése vízesés, zuhatag.